# Kolunjärvi (sjö i Soini, Södra Österbotten, Finland)
Kolunjärvi eller Kolujärvi är en sjö i Finland. Den ligger i kommunen Soini i landskapet Södra Österbotten, i den centrala delen av landet, 280 km norr om huvudstaden Helsingfors. Kolunjärvi ligger 167,9 meter över havet. Den är 4 meter djup. Arean är 58,3 hektar och strandlinjen är 3,88 kilometer lång. Sjön  ingår i Kumo älvs huvudavrinningsområde.   I omgivningarna runt Kolunjärvi växer i huvudsak blandskog.